# جوسو سوزا سانتوس
جوسو سوزا سانتوس (به پرتغالی: Josue Souza Santos) مهاجم اهل برزیل است که در شهر برزیل و در تاریخ ۱۰ ژوئیهٔ ۱۹۸۷ به دنیا آمده‌است.
جوسو سوزا سانتوس در تیم‌های فوتبال باشگاه فوتبال ساگان توسو سابقهٔ حضور دارد.